# Trzciel (osada w województwie lubuskim)
Trzciel (niem. Tirschtiegel) – osada w Polsce położona w województwie lubuskim, w powiecie międzyrzeckim, w gminie Trzciel.
W latach 1975–1998 miejscowość administracyjnie należała do województwa gorzowskiego.